# 린프억 사원
린프억 사원(베트남어: Chùa Linh Phước / 靈福寺)은 베트남 럼동성 달랏 근처 짜이맛에 위치한 불교 사원이다. 베짜이 사원(Chùa Ve Chai)이라고도 하며 달랏 시내에서 8km 떨어진 짜이맛 지역의 20번 고속도로 상에 있는 뚜프옥 120번지에 위치해 있다. 49m 길이의 용 사원은 12,000개의 유리병으로 만들었다. 용의 머리는 7m이다. 린프억 사원은 달랏시의 특별한 모자이크 건축물로 간주된다.

## 역사
사원 건축은 1949년에 시작되어 1952년에 완공되었다. 1990년 땀비 주지 스님이 사원을 복원하고 더 많은 새 건물을 지었다.
린프억 사원은 역사상 5명의 주지 스님이 있었다.
1. 1대 주지 : 민테 스님 (1951 ~ 1954)
2. 2대 주지 : 안호아 스님 (1954-1956)
3. 3대 주지 : 꽝팟 스님 (1956–1959)
4. 4대 주지 : 민득 스님 (1959–1985)
5. 5대 주지 : 땀비 스님 (1985년부터 현재까지)

## 건축물
길이 33m, 폭 12m의 본당에는 2줄의 조약돌 모자이크가 있다. 그 위에 석가모니의 역사와 묘법연화경의 역사를 특징으로 하는 많은 모자이크 부조가 있다. 사원 부지에는 길이 49m의 용을 가지고 있으며, 용의 몸체는 12,000개의 맥주병으로 만들어졌으며, 용의 입은 미륵불을 덮고 있다. 사원 부지 앞에는 37m 높이의 7층 탑이 있으며 베트남에서 가장 높은 사원 종탑으로 간주된다. 다이홍 종탑의 중심에는 베트남에서 가장 무거운 종으로 간주되는 4.3m 높이의 종이 있다. 폭은 2.33m, 무게는 8,500kg이며 1999년에 주조되었다. 사원 앞에는 관세음보살이 있다. 보석 전시와 골동품, 도자기 및 고급 가구가 그곳에 있다.

## 갤러리

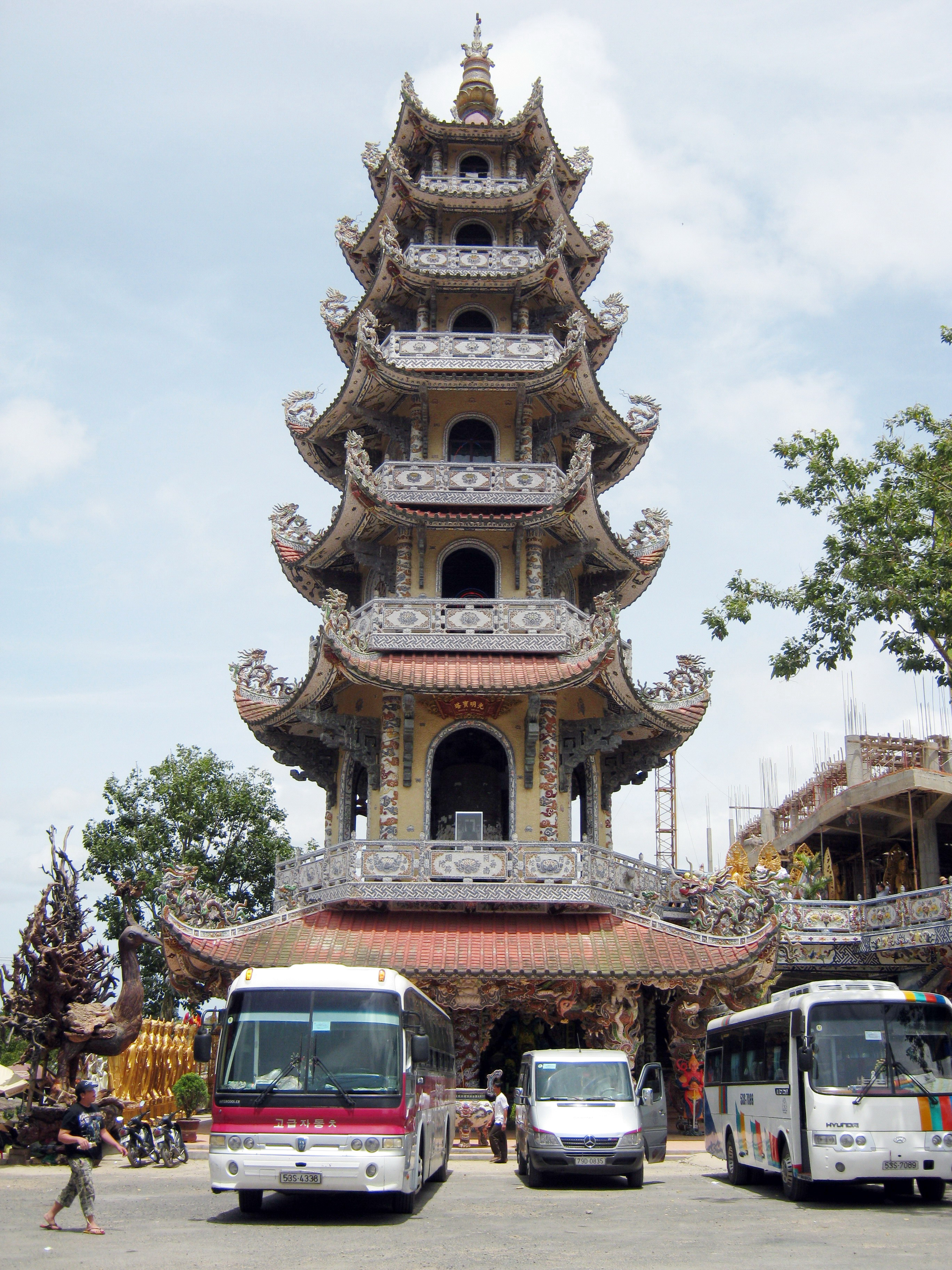
종탑
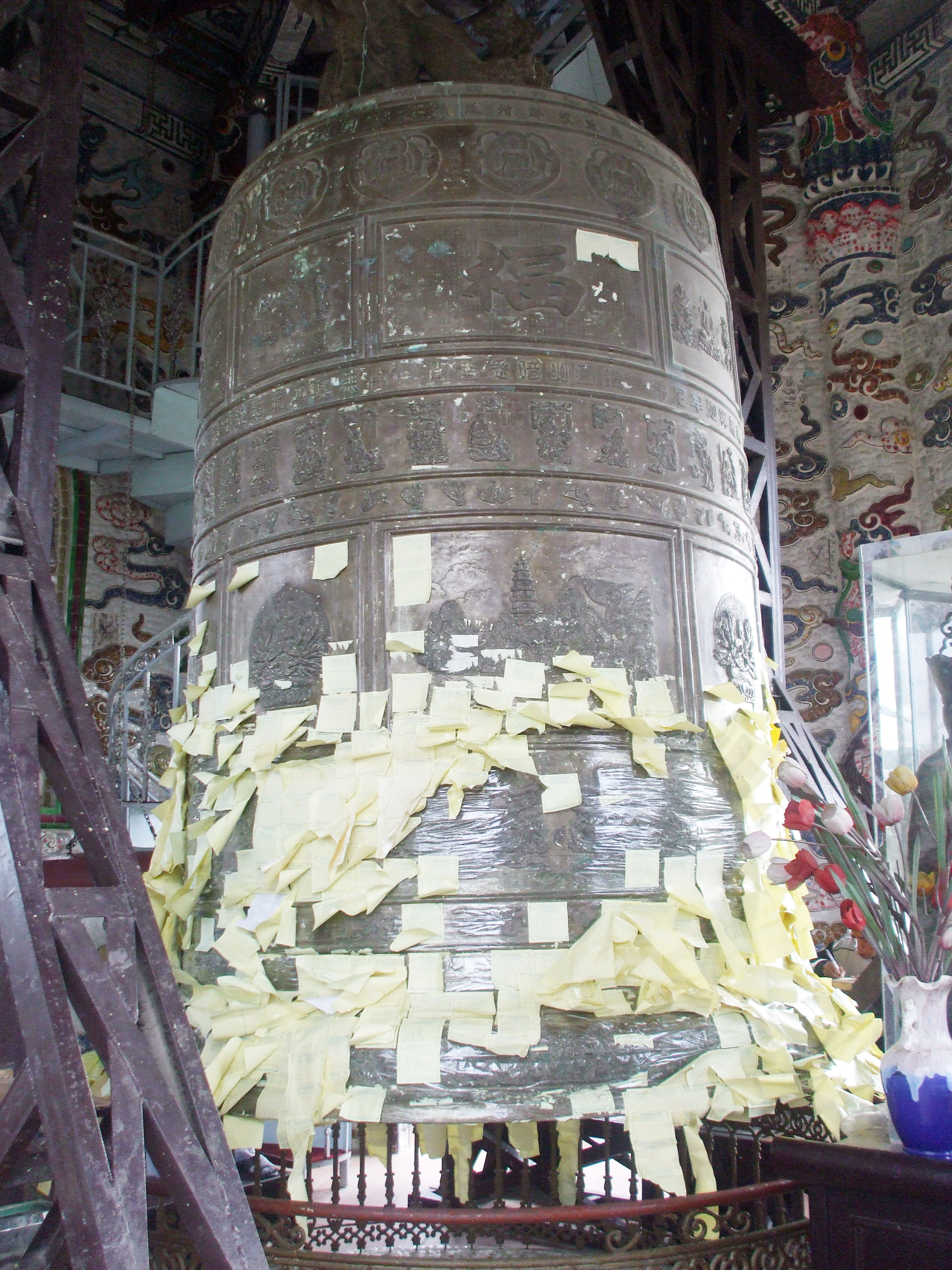
종탑 내부의 범종
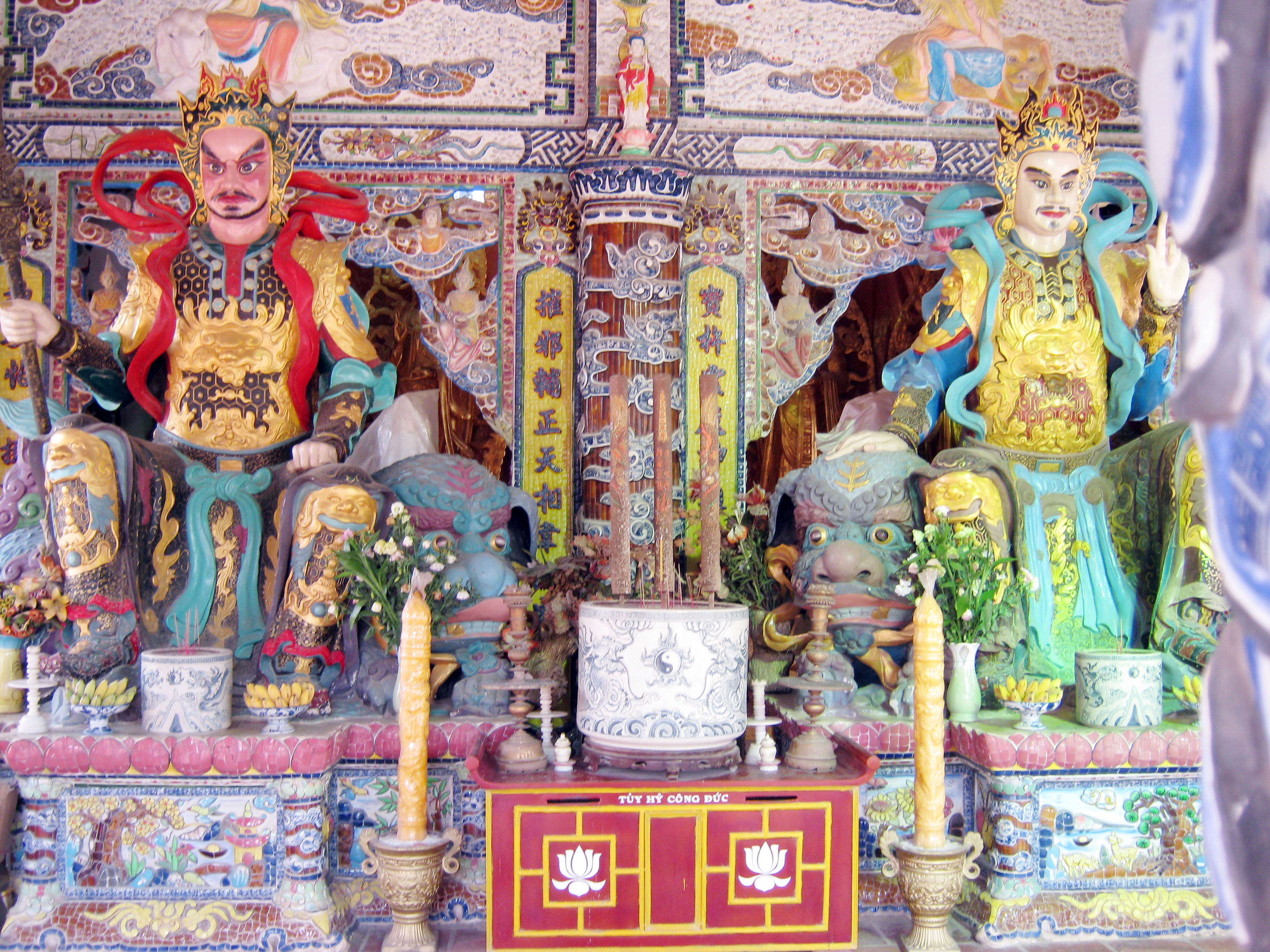
사천왕상
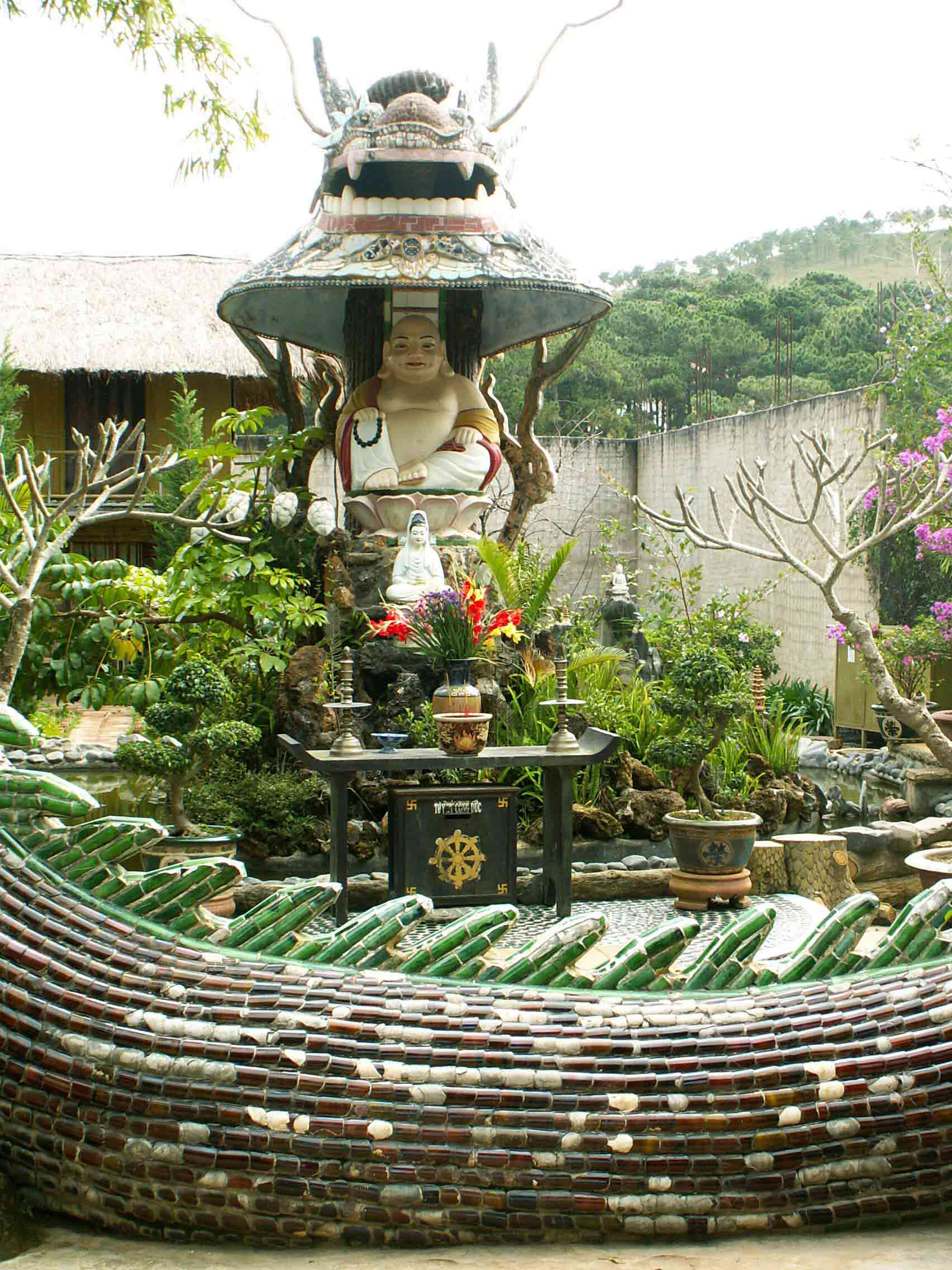
앞 뜰
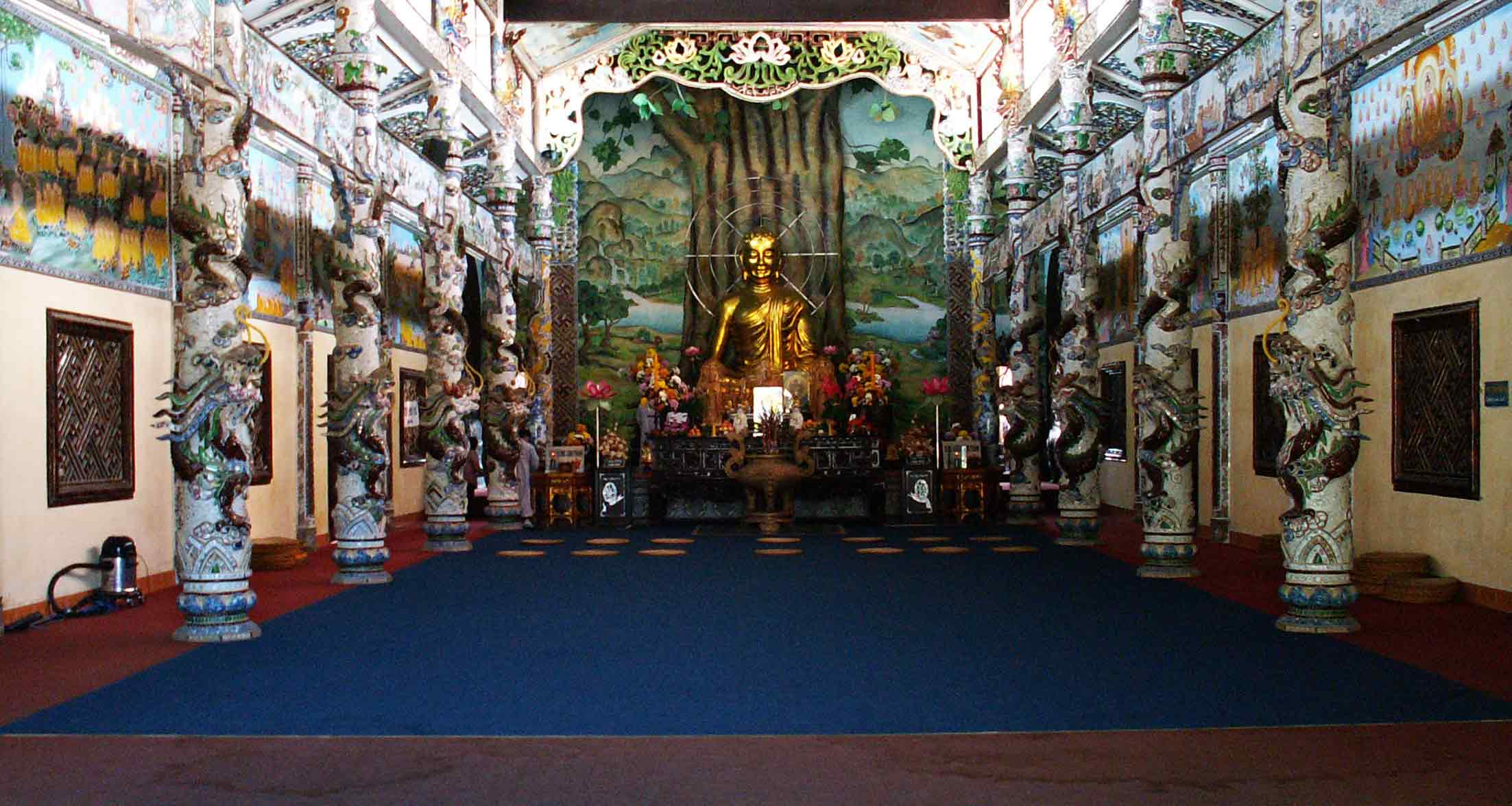
본당
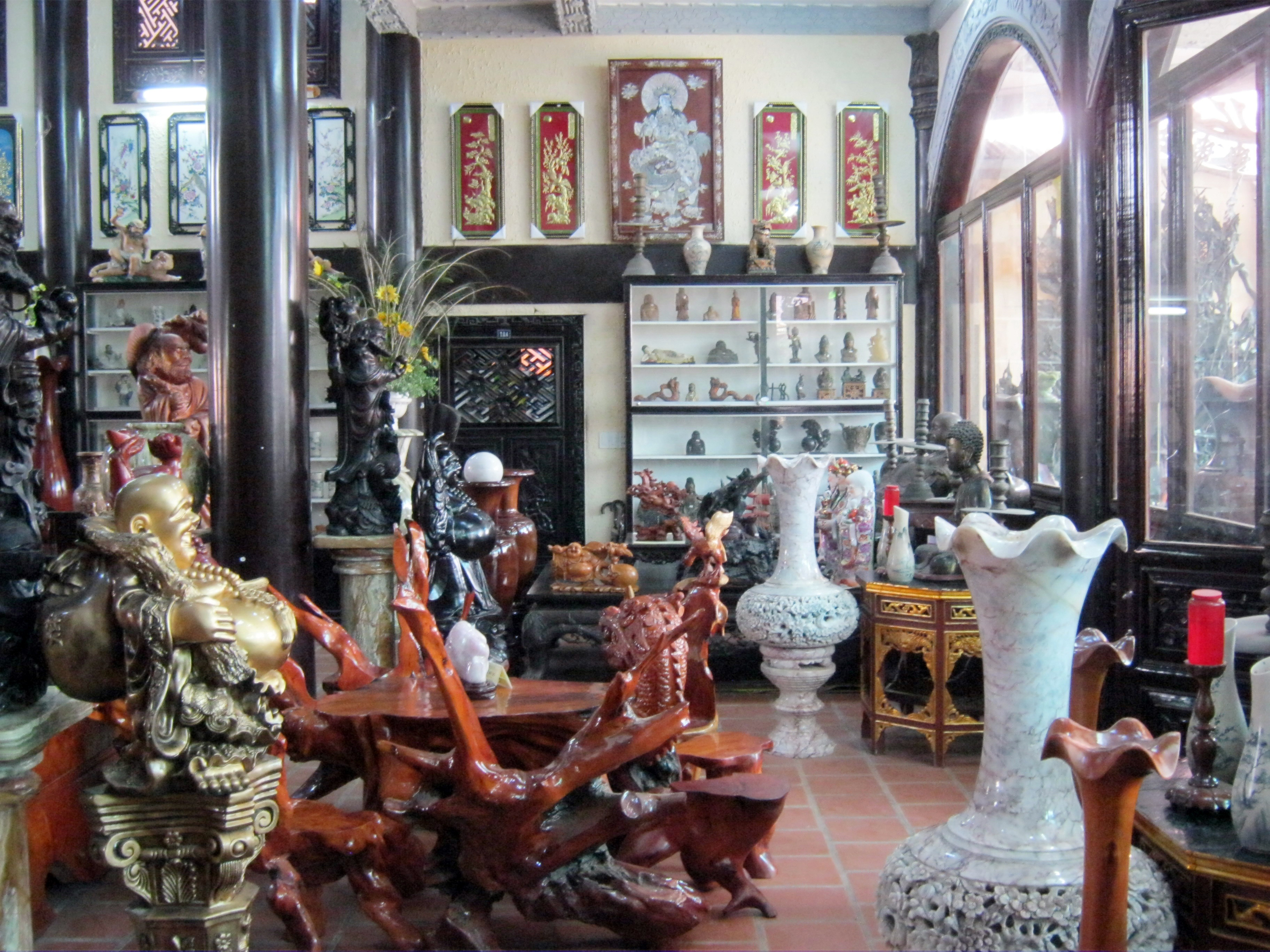
전시 공간